# Culture microbienne
Pour les articles homonymes, voir Culture (homonymie).

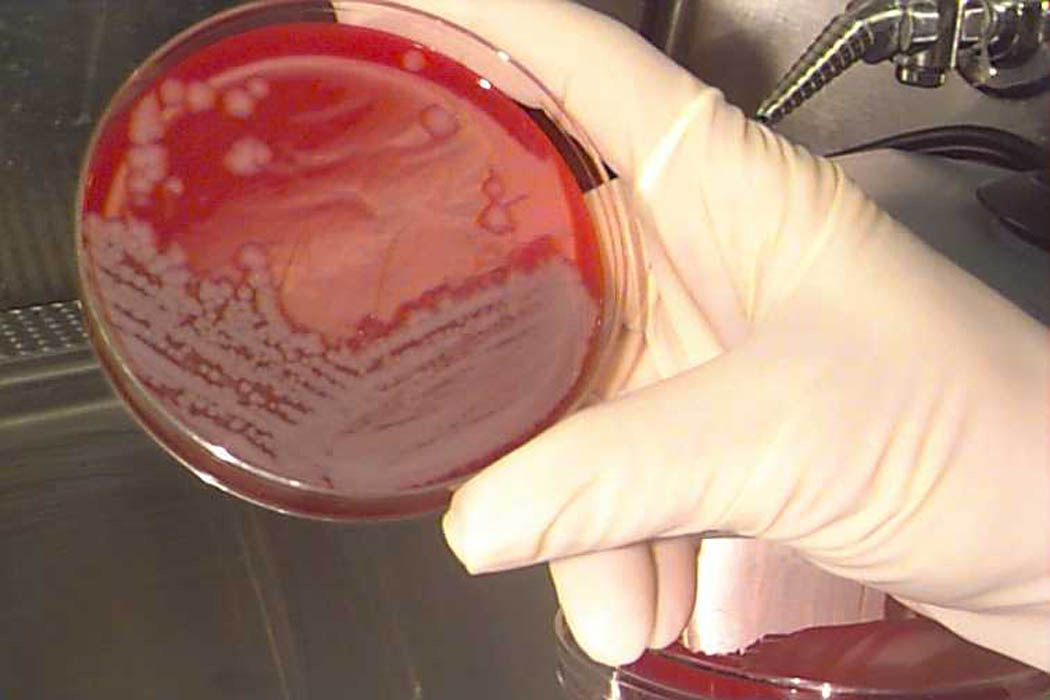
Une culture de Bacillus anthracis

La culture microbienne ou culture microbiologique est une technique de laboratoire de développement contrôlé de micro-organismes, croissance in vitro, en principe d'une seule souche bactérienne. Ces cultures facilitent donc l'étude des souches bactériennes.

## Techniques
Les techniques de culture sont nombreuses ; elles varient en fonction :

- de la nature du prélèvement: surfaces, pus, sécrétions, selles, organes, broyages …
- des buts de l'étude: identification, dénombrement, antibiogramme…
- de la précision attendue: dans le cas de bactéries pathogènes par exemple,
- des moyens à disposition du chercheur : matériel, temps, …

Parmi les techniques fréquemment employées, on trouve l'ensemencement d'une souche en boîte de Petri, tube à essai, ou galerie:

Il s'agit de placer des bactéries à la surface ou à l'intérieur d'une gélose.

Les géloses contiennent des éléments nécessaires à la croissance bactérienne, des produits inhibiteurs qui les rendent sélectifs et des indicateurs (pH et colorants) qui les rendent différentiels.

On place les cultures microbiennes à une température favorable (en général 35 °C) pendant environ une journée (24 heures) dans une atmosphère, soit aérobie, anaérobie ou microaérophilie (O2).

## Finalité
Les bactéries ainsi obtenues serviront à une série de tests permettant de déterminer, selon le(s) but(s) de l'étude :
- le dénombrement des micro-organismes (dans le cas d'un contrôle sanitaire par exemple) ;
- l'identification de la bactérie dans le cas d'une souche pure, ou des bactéries présentes (par exemple pour trouver l'agent responsable d'une infection) ;
- la réalisation d'un antibiogramme, afin de déterminer la sensibilité des bactéries, et de trouver un traitement adapté à une infection.

## Risque biologique
Au laboratoire, le risque est omniprésent.

L'hygiène et la stérilisation sont indispensables, afin d'éviter toute contamination du laborantin et/ou de son environnement.
Il est évident qu'une culture bactérienne ne doit en aucun cas être jetée sans avoir subi auparavant une décontamination. Il suffit de nettoyer avec de l'eau de Javel l'intérieur et l'extérieur des boîtes avant de les jeter.